# Nová vlna se starým obsahem
»Nová« vlna se starým obsahem byl článek, který vyšel v březnu 1983 v časopise Tribuna (12. číslo týdeníku). Článek, který byl podepsán fiktivním jménem Jan Krýzl, označil amatérské rockové hudebníky za nástroj ideologické diverze a vyzval kulturní pracovníky, aby těmto skupinám nepořádali koncerty a neudělovali jim tzv. přehrávky.  Tím odstartoval perzekuci české alternativní rockové scény, především představitele punku a nové vlny. Postiženy byly například skupiny Jasná Páka či Pražský výběr (i když ty perzekuci přečkaly za cenu přerušení činnosti nebo změny názvu), mnoho dalších menších skupin ale zcela zaniklo.

## Ukázka z článku
| „ | Primitivní texty spojené s primitivní hudbou, odporné šaty, provokující chování, oplzlá gesta, odmítání všeho normálního, barvení vlasů na zeleno, na modro, na růžovo, tetování hákových křížů, malování barevných pásů na obličej apod., to byl výsledek, který tato vlna přinesla. Nepříliš estetický a velmi často šokující i občany kapitalistických zemí, ale stále lepší, než aby mládež bojovala proti společnosti, která ji do bídy a beznaděje uvrhla. Protože »punkové« a jejich hudba v mnohém překročili »meze« únosné i pro kapitalistickou společnost a vymkli se svým podněcovatelům z kontroly, bylo třeba uvést vše na »pravou« míru. Místo tzv. punk rocku je šířena a propagována tzv. nová vlna, která se pokouší vrátit rock k původní hudební dokonalosti. Využívá se k tomu moderní techniky a klasických hudebních projevů a nástrojů. Hudba se mění, ale životní filosofie, kterou »nová« vlna rocku propaguje, zůstává stejná. V novém hávu je mládeži předkládán starý obsah. | “ |

## Dozvuky
Hudební kritik Josef Vlček reagoval na Novou vlnu se starým obsahem v roce 1983 článkem Rock na levém křídle, který distribuovala Jazzová sekce. Poukázal v něm na diletantství a demagogii „Krýzlova“ článku. Autora článku kritizoval za to, že si pro svoji kritiku zvolil zrovna hudební směry, které jsou ze své podstaty levicové, a obvinil jej z toho, že jeho článek přispěl k nedůvěře mladých lidí ve sdělovací prostředky.
K 30. výročí publikování článku se 23. a 24. března 2013 uskutečnil ve Strážnici festival 30 let Nové vlny se starým obsahem. Vystoupila na něm Hudba Praha, Garage, Mikoláš Chadima Band, Už jsme doma, Máma Bubo, Extempore s J. J. Neduhou, Krásné nové stroje. 26. března proběhl také koncert v pražském Paláci Akropolis.